# Jörg Krichbaum
Jörg Krichbaum (* 2. November 1945 in Dortmund; † 10. April 2002 in Brüssel) war ein deutscher Schriftsteller, Maler und Fotograf.

## Leben
Jörg Krichbaum absolvierte eine Lehre als Fotograf und arbeitete anschließend als Bildjournalist. Danach studierte er Germanistik, Philosophie und Kunstgeschichte an der Universität Göttingen. Von 1974 bis 1978 war er als Dramaturg in Göttingen tätig. Seit 1978 lebte er als freier Schriftsteller in München. Während der  Achtzigerjahre veröffentlichte er eine Reihe von literarischen Texten. 1984 nahm er am Ingeborg-Bachmann-Wettbewerb in Klagenfurt teil. Daneben gehörte er der Redaktion verschiedener Fotozeitschriften an. Von 1985 bis 1987 arbeitete Krichbaum  als Marketingberater für Industriefirmen. Ab 1989 organisierte er Architekturkongresse, parallel dazu gab er Publikationen zu Architekturtheorie und -geschichte heraus. 1995/96 war er Kulturbeauftragter für die EXPO 2000 in Hannover. Seit Ende der Neunzigerjahre beschäftigte er sich vor allem mit der Herausgabe von Internet-Adressbüchern. Krichbaum war auch als Hobby-Maler und professioneller Fotograf aktiv.
Jörg Krichbaums literarisches Werk umfasst vor allem erzählerische Werke und Gedichte.
Jörg Krichbaum war Mitglied des Verbandes Deutscher Schriftsteller. Er erhielt 1981 den Tukanpreis der Stadt München, 1982 ein Stipendium der Villa Massimo in Rom sowie im gleichen Jahr den Förderpreis des Freistaates Bayern. 1993 erhielt er zusammen mit William Klein und Anton Corbijn den Hugo-Erfurth-Preis.

## Veröffentlichungen
- Von den Stunden, Braunschweig 1972 (zusammen mit Jörg Remé)
- DuMonts kleines Lexikon der phantastischen Malerei, Köln 1977 (zusammen mit Rein A. Zondergeld)
- Albrecht Altdorfer, Köln 1978 (= DuMont-Taschenbücher. Band 68).
- Heinrich Riebesehl, Situationen und Objekte, Riesweiler 1978
- Künstlerinnen, Köln 1979 (zusammen mit Rein A. Zondergeld)
- Abenteuer mit Malverini, München [u. a.] 1980
- Lexikon der Fotografen, Frankfurt am Main 1981
- Das Nebelzelt, München [u. a.] 1981
- Quadratur, Berlin 1982
- Die Archäologie der Dunkelheit, Stuttgart 1985 (zusammen mit Michael Ende)
- Einhundertelf Himmel, Köln 1998

## Ausstellungskataloge
- Jörg Krichbaum, Ansichten, Fotografien von 1962 bis 1982, Leverkusen 1982
- Jörg Krichbaum, Ansichten, Photographien von 1962–1983, Hagen 1984
- Jörg Krichbaum, Ansichten, Photographien 1962–1985, Bergisch Gladbach 1985
- Jörg Krichbaum, Ansichten, Photographien von 1962 bis 1986, Mülheim an d. Ruhr 1986
- Jörg Krichbaum, Ansichten, Fotografien von 1962 bis 1987, Lübeck 1987
- Jörg Krichbaum, Ansichten, neuere Photographien, Kaiserslautern 1988
- Jörg Krichbaum, Ansichten, Photographien von 1962 bis 1988, Ludwigshafen 1988
- Jörg Krichbaum, Ansichten, Photographien von 1962–1989, Recklinghausen 1989
- Jörg Krichbaum, Arbeiten auf Papier, Regensburg 1990
- Jörg Krichbaum, Gemälde und Photographien 1981–1991, Gelsenkirchen 1991
- Jörg Krichbaum, Ansichten 1962–1992, Saarbrücken 1992

## Herausgeberschaft
- Edgar Ende, Stuttgart [u. a.] 1987
- Deutsche Standards, Stuttgart [u. a.] 1988
- Austrian standards, Wien 1990
- Baumeister im Profil, Stuttgart 1991 (zusammen mit Vittorio Magnago Lampugnani)
- Architektur im Profil, Stuttgart
  - 1. 35 Projekte für Berlin, 1993
  - 2. Mit Gesprächen über die Zukunft der Architektur in den neuen Bundesländern, 1994
- Herausforderungen und Chancen, Stuttgart 1994
- Deutsche Standards – die ökologischen Innovationen, Köln 1995
- Traditionen und Visionen, Köln 1995
- Architektur und Verantwortung, Köln 1996
- Deutsche Standards – die Klassiker von morgen, Köln 1996
- EXPO 2000, Weltausstellung in Hannover, Köln 1997
- Marken der Welt, Köln  1997
- Maximal, minimal, phänomenal, München [u. a.] 1997
- Deutsche Standards – beispielhafte Geschäftsberichte, Köln 1998
- deutsche-internetadressen.de, Köln
- Ärzte online, Köln 2000
- Best pages: Berlin im Internet, Köln 2000
- Best pages für die Schule: Biologie im Internet, Köln 2000
- Best pages für die Schule: Chemie im Internet, Köln 2000
- Best pages für die Schule: Deutsch im Internet, Köln 2000
- Best pages: Hamburg im Internet, Köln 2000
- Best pages: Köln im Internet, Köln 2000
- Gesundheit online in Köln.de, Köln 2000
- Best pages: Dresden im Internet, Köln 2001
- Best pages: Düsseldorf im Internet, Köln 2001
- Best pages: Frankfurt/Main im Internet, Köln 2001
- Best pages: Leipzig im Internet, Köln 2001
- Best pages: München im Internet, Köln 2001
- Best pages: Wien im Internet, Köln 2001
- Cyber-Trend.de, Köln 2001
- Cyber-VIPs, Köln 2001
- Gesundheit online in Berlin.de, Köln 2001

## Übersetzungen
- Herbert Russell Wakefield: Der Triumph des Todes und andere Gespenstergeschichten, Frankfurt am Main 1975